# Zois-Preis
Der Zois-Preis ist die höchste staatliche Auszeichnung in Slowenien für Leistungen im Bereich wissenschaftlicher Forschung und Entwicklung. Der Preis wird seit 1998 verliehen und ist nach dem Krainer Unternehmer, Gelehrten  und Schriftsteller Sigmund Zois von Edelstein (slowenisch: Žiga Zois) benannt.
Die Auszeichnung wird in zwei Klassen vergeben:
- Der Zois-Preis (slowenisch: Zoisova nagrada) wird vergeben für das Lebenswerk von Wissenschaftlern, die hauptsächlich in der Republik tätig waren und das 65. Lebensjahr vollendet haben, oder für wissenschaftliche Spitzenleistungen.
- Die Zois-Auszeichnung (slowenisch: Zoisovo priznanje) wird für bedeutende Forschungsleistungen verliehen.

## Zielgruppe
Slowenische Forscher oder Forschgruppen, die dauerhaft zur Entwicklung wissenschaftlicher Forschungs- und Entwicklungsaktivitäten in der Republik Slowenien beigetragen haben, können den Zois-Preis oder die Zois-Auszeichnung erhalten.
Die Arbeiten sollen hauptsächlich auf dem Gebiet der Republik Slowenien oder in Kooperation mit slowenischen Organisationen entstanden sein.

## Vergabekriterien
2023 wurden folgende Kriterien für die Vergabe des Preises publiziert:
- Originalität von Leistungen, die einen wichtigen Beitrag zur Wissenschaft darstellen, und von neuen Ideen, die für die Weiterentwicklung der Wissenschaft oder des Berufsstandes auf einem bestimmten Gebiet im In- und Ausland von Bedeutung sind,
- Entwicklung neuer Methoden, die für eine bestimmte wissenschaftliche Forschungsaktivität nützlich sind,
- Veröffentlichungen in Top-Zeitschriften oder Monographien,
- hohe Resonanz (Zitierrate),
- bedeutende Kulturbereicherung durch die Leistungen und Ideen.

Bei der Bewertung der Bewerbungen für den Zois-Preis und die Zois-Auszeichnung werden Arbeiten berücksichtigt, die in den letzten sieben Jahren vor der Nominierung veröffentlicht wurden.
Wenn sich eine Forschergruppe um den Preis oder die Auszeichnung bewirbt, werden bei der Bewertung nur Arbeiten berücksichtigt, die von allen Mitgliedern dieser Gruppe gemeinsam verfasst wurden.
Die Preisträger werden von einem Vergabeausschuss ermittelt, der von der Regierung der Republik Slowenien ernannt wird.

## Preisträger Zois-Preis
- 1998: Zmaga Kumer (Lebenswerk),[2] Vito Turk[3]
- 1999: France Bernik (Lebenswerk)[4]
- 2000: Vinko Kambič[5] und Stane Gabrovec[6] (Lebenswerk)
- 2001: Janko Kos (Lebenswerk)[7]
- 2002: Mirko Ramovš (Lebenswerk)[8]
- 2003: Franc Vodopivec (Lebenswerk)[9]
- 2004: Davorin Dolar[10] und Dušan Ferluga[11] (Lebenswerk)
- 2005: Miha Tišler[12] und Jože Maček[13] (Lebenswerk)
- 2006: Jože Toporišič (Lebenswerk)[14]
- 2007: Janez Orešnik (Lebenswerk)[15]
- 2008: Ignacij Voje[16] und Robert Blinc[17] (Lebenswerk)
- 2009: Alojz Kralj (Lebenswerk)[18]
- 2010: Kajetan Gantar (Lebenswerk)[19]
- 2011: Gabrijel Kernel[20] und Boris Žemva[21] (Lebenswerk)
- 2012: Blaž Rozman (Lebenswerk)[22]
- 2013: Zinka Zorko (Lebenswerk)[23][24]
- 2014: Vito Turk und Janez Levec (Lebenswerk)[25]
- 2015: Peter Fajfar (Lebenswerk)[26]
- 2016: Uroš Skalerič und Branko Stanovnik (Lebenswerk)[27]
- 2017: Slobodan Žumer (Lebenswerk)[28]
- 2018: Milica Kacin Wohinz und Boštjan Žekš (Lebenswerk)[29]
- 2019: Alenka Šelih, Josip Globevnik und Marko Jagodič (Lebenswerk)[30]
- 2020: Radovan Stanislav Pejovnik und Tamara Lah Turnšek (Lebenswerk)[31]
- 2021: Anuška Ferligoj und Julijana Kristl (Lebenswerk); Stanislav Gobec, Goran Dražić, István Kovács, Tomaž Zwitter[32]
- 2022: Marijan Pavčnik und Radovan Komel (Lebenswerk); Nada Lavrač, Maja Ravnikar, Ester Heath, Bojan Kuzma[33]
- 2023: Joso Vukman und Danilo Zavrtanik (Lebenswerk); Aleksey Kostenko, Igor Križaj, Igor Škrjanc, Marko Snoj[34]
- 2024: Željko Knez und Ljubica Marjanovič Umek (Lebenswerk); Ivan Šprajc, Igor Klep; Tomaž Katrašnik, Damjana Rozman[35]